# Trattato di pace Repubblica Democratica del Congo-Ruanda
L'Accordo di pace tra la Repubblica Democratica del Congo e il Ruanda (2025), noto anche come Accordo di Washington, è un trattato firmato il 27 giugno 2025 a Washington tra la Repubblica Democratica del Congo (RDC) e il Ruanda. L’accordo, mediato dagli Stati Uniti e dal Qatar, con il sostegno dell’Unione Africana, ha l’obiettivo di porre fine al conflitto armato tra i due Paesi iniziato nel 2022.

## Contesto
Dal 2022 le tensioni tra la RDC e il Ruanda sono aumentate a causa del sostegno di Kigali al gruppo ribelle M23, attivo nelle province orientali congolesi del Nord Kivu e Sud Kivu. Nel 2025 il conflitto è esploso con la conquista di aree strategiche intorno a Goma e Bukavu. La RDC ha accusato direttamente il Ruanda di invasione militare, mentre il Consiglio di sicurezza dell’ONU ha approvato la risoluzione 2773, chiedendo il ritiro immediato delle forze ruandesi dal territorio congolese.

## Contenuto dell’accordo
L’accordo prevede:
- cessazione immediata delle ostilità e rispetto dell’integrità territoriale;
- ritiro delle truppe ruandesi entro 90 giorni e cessazione del sostegno ai gruppi armati, incluso l’M23;
- disarmo e reintegrazione delle milizie non statali;
- istituzione entro 30 giorni di un meccanismo congiunto di sicurezza;
- creazione di un quadro di cooperazione economica regionale, in particolare nei settori minerario e infrastrutturale.

La firma è avvenuta alla presenza del Segretario di Stato statunitense Marco Rubio, con i ministri degli Esteri Thérèse Kayikwamba Wagner (RDC) e Olivier Nduhungirehe (Ruanda).

## Reazioni
- I governi di RDC e Ruanda hanno definito l’accordo un «passo storico» verso la stabilità dei Grandi Laghi africani.
- Gli Stati Uniti, il Qatar e l’Unione Africana hanno espresso sostegno, vedendo nell’intesa un potenziale stabilizzante.
- Amnesty International e altri osservatori hanno criticato la mancanza di un piano di giustizia transizionale e di misure di riparazione per le vittime.[4]
- Il premio Nobel per la Pace Denis Mukwege ha definito l’accordo un «premio per l’aggressore», denunciando il rischio di legittimare lo sfruttamento delle risorse congolesi.[1]
- Il M23, non incluso nei negoziati, ha respinto l’accordo, sollevando dubbi sulla sua attuazione.[3]